# Búnquer al turó de Mont-roig
El Búnquer al turó de Mont-roig és una obra de Darnius (Alt Empordà) inclosa a l'Inventari del Patrimoni Arquitectònic de Catalunya.

## Descripció
Búnquer situat al turó del Mont-Roig. És un búnquer del tipus anomenat, niu de metralladora. Eren búnquers de formigó, semienterrats, amb una entrada al darrere i una obertura horitzontal llarga i estreta al davant a on es col·locaven les metralladores per poder veure i disparar l'objectiu.

## Història
L'any 1943, per por a l'entrada dels alemanys per la frontera francesa, els soldats del Regiment de fortificacions número 3, que tenia la seva estada al Castell de Figueres, construïren els búnquers.